# 巴里廣域市
巴里廣域市（義大利語：Città Metropolitana di Bari）是意大利普利亚大区的一個广域市。面積3.825平方公里，2013年人口1,261,954人。首府巴里。前身为巴里省。该广域市从2015年1月1日起正式运作。

## 市镇
随着2004年巴列塔-安德里亞-特拉尼省成立，巴里省的市镇数量从48个减少至41个。据2005年的人口普查数据，包括41個市镇的巴里省的人口数量为1,248,084。
- 阿夸维瓦-德莱丰蒂
- 阿德尔菲亚
- 阿尔贝罗贝洛
- 阿爾塔穆拉
- 巴里
- 比内托
- 比泰托
- 比通托
- 比特里托
- 卡普尔索
- 卡萨马西马
- 卡萨诺-德莱穆尔杰
- 卡斯特拉纳格罗泰
- 切拉马雷
- 孔韦尔萨诺
- 科拉托
- 焦亚-德尔科莱
- 焦维纳佐
- 普利亞區格拉維納
- 格鲁莫阿普拉
- 洛科罗通多
- 莫杜尼奥
- 莫拉-迪巴里
- 莫爾費塔
- 莫諾波利
- 诺奇
- 诺伊卡塔罗
- 帕洛-德尔科莱
- 波焦尔西尼
- 滨海波利尼亚诺
- 普蒂尼亚诺
- 鲁蒂利亚诺
- 鲁沃迪普利亚
- 萨米凯莱-迪巴里
- 圣尼坎德罗-迪巴里
- 桑泰拉莫-因科莱
- 泰利齐
- 托里托
- 特里贾诺
- 图里
- 瓦伦扎诺